# Сильвестр Косів
Стефан Адамович Косів також Косов, Коссов, чернече ім'я Сильвестр (приблизно 1600 — 13 (23) квітня 1657) — Блаженійший Митрополит Київський, Галицький і всієї Русі; Екзарх Вселенської патріархії. Активний противник унії Гетьманської України та Московії в 1654 році. Один із засновників Києво-Могилянського колегіуму. Письменник і теолог. Учень і соратник святителя митрополита Петра Могили. Його пастирська діяльність припала на часи Богдана Хмельницького.

## Життєпис

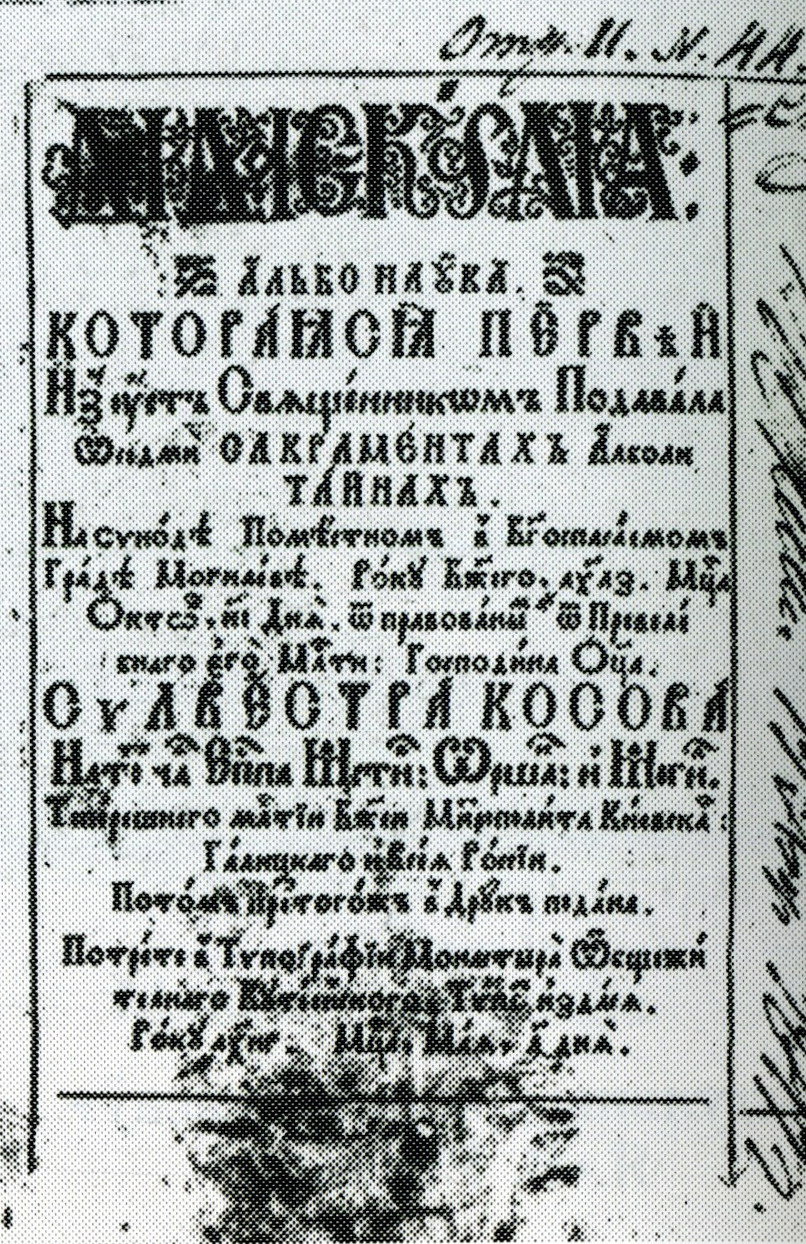
Титульний аркуш «Дідаскалії, альбо науки о седми сакраментах, альбо таїнах» (1637) Сильвестра Косіва

Народився у шляхетському маєтку Жировиці Вітебського воєводства.
Навчався у Вільні, Любліні і Замості, вчителював у Львівській братській школі, з 1631 року — вчитель і префект Києво-Могилянської колеґії, учасник наукового «Могилянського гуртка» та співтворець реформ митрополита Петра Могили.

### Церковна кар'єра
З 1635 року — єпископ Мстиславський, Оршанський і Могилевський.
1647 року — обраний митрополитом Київським, Галицьким і всієї Русі.
У грудні 1648 року Митрополит Сильвестр урочисто вітав Богдана Хмельницького при його в'їзді до Києва.
До з'єднання з Московським царством (1654) Сильвестр Косів ставився неприхильно, був також проти беззастережної угоди з Річчю Посполитою. Обстоював незалежність Української православної церкви та її перебування в юрисдикції Царгородського патріарха. До того ж, Українська православна церква на чолі з митрополитом Сильвестром Косовим відмовилася присягнути московському царю. Хоча згодом за допомогою стрільців, що прибули до Києва, Москва змусила митрополита до присяги.
Автор творів: «Exegesis» (в обороні православних шкіл) та «Patericon» (переробка Києво-Печерського Патерика) — обидва 1635 року (польською мовою), «Дидаскалія …» (наука про сім таїнств, 1637, згодом численні перевидання), «О хиротоніи» (1652) та інші.
Помер у квітні 1657 року.

## Вшанування пам'яті
- З 2019 року у Києві існує вулиця Сильвестра Косова.